# Хале Бери
Хале Марија Бери (енгл. Halle Maria Berry; Кливленд, 14. август 1966) америчка је глумица. Најпознатија је по улогама Ороро Манро / Сторм у трилогији Икс-мен и Бондове девојке у филму Умри други дан.

## Биографија
Рођена је у Кливленду, Охајо (САД), 14. августа 1966. у браку Енглескиње и афроамериканца. Родитељи су јој се развели када је имала четири године, а она је наставила да живи са мајком.
Бери је била веома популарна у Bedford High School, јер је била чирлидерсица, почасни школски члан, уредник школских новина, председник разреда и краљица на матури.
Пре него се почела бавити глумом била је на разним такмичењима за лепоту, прва на Мис Охајо, прва на Miss Teen All-American, друга за Мис САД и шеста на Miss World 1986. године.
Касних осамдесетих одлази у Чикаго, да се бави глумом и модом. Једна од њених првих улога је била у ТВ серији Chicago Force. Касније игра у још неколико тв серија, а после добија улоге и за филмове. Њени први филмови су били: Jungle Fever (1991), Strictly Business (1991), The Last Boy Scout (1991) и Бумернаг (1992) у коме је глумила са Едијем Марфијем. После тога игра у све познатијим филмовима као што су: Executive Decision, у три серијала Икс људи (X-Men, X2: X-Men United, X-Men: The Last Stand), Умри други дан, Готика, Жена-мачка и Бал монструма, за који добија Оскара као најбоља главна глумица (она је једина Афроамериканка која добила ову награду).

## Приватни живот
Бери се удавала два пута, први пут 1992. године за бејзбол играча Дејвида Џастиса, а други пут 2001. године за музичара Ерика Бенета.

## Награде
- Добитница Оскара као најбоља главна глумица у филму Бал монструма, 2002. године.
- Номинована за БАФТА као најбоља главна глумица у филму Бал монструма, 2002. године.

## Филмографија
| Улоге Хали Бери |                                 |                                   |                             |          |
| Година          | Српски назив                    | Изворни назив                     | Улога                       | Напомена |
| 1989.           |                                 |                                   | Емили Френклин              |          |
| 1991.           |                                 |                                   | Деби Портер                 |          |
| 1991.           | Љубавна грозница                |                                   | Вивијан                     |          |
| 1991.           |                                 |                                   | Натали                      |          |
| 1991.           |                                 |                                   | Кори                        |          |
| 1992.           | Бумеранг                        |                                   | Анђела Луис                 |          |
| 1993.           |                                 |                                   | Краљица                     |          |
| 1993.           |                                 |                                   | себе                        |          |
| 1993.           |                                 |                                   | Кетлин Мерсер               |          |
| 1993.           |                                 |                                   | Јесен Хејли                 |          |
| 1994.           | Породица Кременко               |                                   | Шерон Стоун                 |          |
| 1995.           |                                 | Solomon & Sheba                   | Никхол/Краљица Шиба         |          |
| 1995.           |                                 |                                   | Каила Ричардс               |          |
| 1996.           | Коначна одлука                  |                                   | Џин                         |          |
| 1996.           | Трка са Сунцем                  |                                   | г-ђа Сандра Бичер           |          |
| 1996.           |                                 |                                   |                             |          |
| 1996.           |                                 |                                   | Џоси Потенца                |          |
| 1997.           | Лепотице са Беверли Хилса       |                                   | Ниси                        |          |
| 1998.           |                                 |                                   | Шелби Колс                  |          |
| 1998.           |                                 |                                   | Нина                        |          |
| 1998.           |                                 |                                   |                             |          |
| 1998.           |                                 |                                   | Дороти Дендриџ              |          |
| 2000.           | Икс људи                        | X-Men                             | Ороро Монро / Олуја         |          |
| 2000.           |                                 |                                   |                             |          |
| 2001.           | Шифра Сабљарка                  |                                   | Џинџер Ноулс                |          |
| 2001.           | Бал монструма                   |                                   | Летиција Мазгроу            |          |
| 2002.           | Умри други дан                  |                                   | Ђакинта „Џинкс“ Џонсон      |          |
| 2003.           | Икс људи 2                      | X2: X-Men United                  | Ороро Монро / Олуја         |          |
| 2003.           | Готика                          | Gothika                           | Миранда Греј                |          |
| 2004.           | Жена-мачка                      | Catwoman                          | Пејшенс Филипс / Жена-мачка |          |
| 2005.           |                                 |                                   | Џејни Старкс                |          |
| 2005.           | Роботи                          |                                   | Кепи                        |          |
| 2006.           | Икс-мен 3: Последње упориште    |                                   | Ороро Монро / Олуја         |          |
| 2007.           | Савршени странац                | Perfect Stranger                  | Ровена Прајс                |          |
| 2007.           |                                 |                                   | Одри Берк                   |          |
| 2014—2015.      |                                 |                                   | Моли Вудс                   |          |
| 2014.           | Икс-људи: Дани будуће прошлости | X-Men: Days of Future Past        | Ороро Монро / Олуја         |          |
| 2017.           | Кингсман: Златни круг           | Kingsman: The Golden Circle       | Џинџер                      |          |
| 2019.           | Џон Вик: Поглавље 3 Парабелум   | John Wick: Chapter 3 – Parabellum | Софија                      |          |
| 2022.           | Месечев пад                     | Moonfall                          | Џо Фаулер                   |          |
| 2024.           | Синдикат                        |                                   | Роксен Хол                  |          |

### Познати глумци са којим је сарађивала
- Брус Вилис (The Last Boy Scout)
- Еди Марфи (Бумеранг)
- Самјуел Л. Џексон (Losing Isaiah)
- Курт Расел (Executive Decision)
- Стивен Сигал (Executive Decision)
- Пирс Броснан (Die Another Day)
- Пенелопе Круз (Готика)
- Шерон Стоун (Catwoman)
- Брус Вилис (Perfect Stranger)
- Џон Траволта (Swordfish)
- Џејмс Кан (The Program)